# Laevicephalus exiguus
Laevicephalus exiguus är en insektsart som beskrevs av Knull 1954. Laevicephalus exiguus ingår i släktet Laevicephalus och familjen dvärgstritar. Inga underarter finns listade i Catalogue of Life.